# Черногорски санджак
Черногорският санджак (на сръбски: Црногорски санџак; на турски: Karadağ Sancağı) е санджак на Османската империя, съществувал за кратко през 1514 – 1528 година.
Той е отделен от Шкодренския санджак и включва приблизително територията на завладяното малко по-рано княжество Зета. Негов санджакбей става Станко Църноевич от управлявалата Зета династия Църноевичи, като след неговата смърт областта отново е върната в Шкодренския санджак.